# قطعنامه ۱۷۱۴ شورای امنیت
قطعنامه  ۱۷۱۴ شورای امنیت سازمان ملل متحد که در تاریخ ۰۶ اکتبر ۲۰۰۶ تصویب شد، سندی بین‌المللی دربارهٔ بررسی وضعیت در مورد سودان است. این قطعنامه طی نشست ۵۵۴۵ام با ۱۵ رای موافق، ۰ مخالف و ۰ ممتنع تصویب شد.